# جون شانون (روائي)
جون شانون (بالإنجليزية: John Shannon)‏ (29 نوفمبر 1943، ديترويت في الولايات المتحدة)؛ كاتب سيناريو وروائي أمريكي.

## روابط خارجية
- جون شانون على موقع IMDb (الإنجليزية)